# Dr. Cheon and Lost Talisman
Dr. Cheon and Lost Talisman (en hangul, 천박사 퇴마 연구소: 설경의 비밀; en hanja, 千博士退魔硏究所: 雪景의 祕密; romanización revisada, Cheonbaksa Toema Yeonguso: Seolgyeongui Bimil; literalmente, «Laboratorio de exorcismo del Dr. Cheon: el secreto del paisaje nevado») es una película surcoreana dirigida por Kim Seong-sik y protagonizada por Gang Dong-won, Huh Joon-ho, Esom, Lee Dong-hwi y Kim Jong-soo. Está basada en el webtoon Possessed, escrito por Fresh e ilustrado por Kim Hong-tae. Se estrenó el 27 de septiembre de 2023.

## Sinopsis
El Dr. Cheon es un falso exorcista, nieto mayor del cabeza de familia que ha protegido la aldea durante generaciones. En realidad no cree en fantasmas, ni puede verlos u oírlos, pero ha resuelto todo tipo de casos gracias a su conocimiento de los corazones de las personas. Una cliente llamada Yoo-kyung, que sí puede ver fantasmas, le hace una oferta que es difícil de rechazar por una tarifa de 100 millones de wones: le pide que encuentre a su hermana menor secuestrada. Cuando el Dr. Cheon se entera de que el espíritu maligno Brahma controla a la gente de una aldea remota, se decide a desentrañar el caso.

## Reparto
- Gang Dong-won como el Dr. Cheon, un falso exorcista que ahora dirige un canal sobre exorcismo en YouTube.[5][6]
  - Moon Sung-hyun como el Dr. Cheon en su adolescencia.
- Huh Joon-ho como Beom-cheon, un demonio con el que se enfrenta el Dr. Cheon.[7][8]
- Esom como Yoo-kyung, que pide ayuda al Dr. Cheon para salvar a su hermana menor secuestrada por un espíritu maligno.[9][10][11]
- Lee Dong-hwi como Kang Do-ryung / Inbae, socio tecnológico del Dr. Cheon.[9][10][12]
- Kim Jong-soo como el presidente Hwang, dueño de una tienda de antigüedades que tiene una relación de larga data con el Dr. Cheon, al que trata como si fuera un miembro de la familia.[10][13][14]
- Park So-yi como Yoo-min, la hermana de Yoo-kyung, poseída por un demonio.[15]
- Ahn Doo-ho como Kyung Pyo, que vive en el mismo pueblo de Yoo-kyung.[16][17]
- Yoon Byeong-hee como Hwarang, el estrecho colaborador de Brahma.[18][19]
- Joo Bo-bi como Jeom-bachi, un mago que lee la adivinación de Brahma.[18][19]
- Park Kyung-hye como Sa-wol, la persona que ayuda a Brahma a llevar a cabo su plan.[18][19]

### Apariciones especiales
- Park Jung-min como un chamán.[20][21]
- Jisoo como un hada.[22][23]
- Lee Jung-eun como la esposa del Sr. Park.[20]
- Park Myung-hoon como el Sr. Park.[20]
- Cho Yi-hyun como la hija del Sr. Park.[20][21]

## Producción
Dr. Cheon and Lost Talisman es una producción de Filmmaker R&K para CJ ENM, que se ocupa de la distribución. Contó con un presupuesto de 11 300 millones de wones, y se estimaba que quedaría amortizada si alcanzaba los 2,4 millones de espectadores. Está basada en el webtoon del mismo nombre original coreano, 빙의, escrito por Fresh e ilustrado por Kim Hong-tae, y publicado en Naver. Es el debut como director de Kim Seong-sik, quien anteriormente trabajó en el departamento de dirección de Train to Busan y como asistente de dirección de Parásitos, Deliver Us from Evil y Decision to Leave.
Hay en el filme algunos elementos paródicos relacionados precisamente con los anteriores trabajos de Kim Seong-sik. Por ejemplo, si en Parásitos los actores Park Myung-hoon y Lee Jung-eun formaban la pareja que vivía oculta en el sótano, aquí son un matrimonio adinerado. La niebla de la aldea donde vive Yoo-kyung se inspira en Decision to Leave, así como el vestuario del protagonista de esta, Hae-jun, es el modelo para el del Dr. Cheon.
En la película aparecen varios instrumentos utilizados por los chamanes durante el exorcismo, no solo los objetos utilizados tradicionalmente en el chamanismo coreano, sino también los modernos dispositivos mecánicos utilizados por el asistente del Dr. Cheon, In-bae. El director Kim Seong-sik se documnetó en el Museo Folclórico Nacional de Corea y creó estos instrumentos haciendo referencia a varios materiales históricos. Algunos de ellos son la Espada de las Siete Estrellas, que sirve para expulsar a los espíritus que poseen el cuerpo de una persona, o la campana de bronce, que suena cuando un espíritu específico está cerca.
El director Kim Seong-sik, que se formó en animación, quería crear una película con efectos visuales hechos exclusivamente en Corea pero equiparables a los de las producciones estadounidenses. Para ello utilizó como referencia principal el trabajo de la fotógrafa finlandesa Maria Lax. El director de fotografía Yang Hyun-seok usó lentes anamórficas Atlas para enfatizar el color azul de la pantalla.
El rodaje comenzó el 14 de septiembre de 2022, tras haberse completado el reparto. Concluyó hacia enero de 2023.
El 8 de agosto de 2023 la compañía productora lanzó el primer cartel y el primer avance de la película.

## Estreno y recepción
La película se estrenó en sala el 27 de septiembre de 2023, coincidiendo con las vacaciones de Chuseok. Se exhibió en 1511 pantallas para un total de 1 916 429 espectadores, que dejaron una taquilla del equivalente a 13 976 969 dólares, situándose por este concepto en la séptima posición entre las películas surcoreanas estrenadas en el año.

### Crítica
Kim Joo-hee (Newsverse) escribe que «es una película que se centra en el entretenimiento. Es divertida. El director novato Kim Seong-sik revela honestamente las características de la película desde el principio. La intención es entretener al público apoyándose en el chamanismo coreano. No hay envoltorios ni pretensiones excesivas, y no hay sensación de intentar enseñar a la audiencia [...] Puede que el Dr. Cheon, que es el nieto mayor de la familia y está armado con psicología, e Inbae, que está equipado con tecnología y equipos modernos, no parezcan encajar, pero están en armonía. Aunque hay escenas de parodia aquí y allá, no son suficientes para impedir el disfrute de la película».